# OpenSCAD
OpenSCAD ist eine freie CAD-Software. Mit einer textbasierten Programmiersprache werden 3D-Modelle erzeugt. Die Objekte bestehen aus einfachen geometrischen Grundkörpern und werden mit Transformationen und Modifikationen zu einem komplexen 3D-Modell vereinigt. Die Modellierung basiert auf der CSG-Technik. OpenSCAD ist verfügbar für Windows, Linux, macOS, FreeBSD und OpenBSD.

## Funktionsumfang
OpenSCAD erlaubt es, 3D-Objekte zu erstellen, die sich parametrisch verändern lassen. Außerdem sind prozedural erzeugte Objekte generierbar. Als Dateiformat wird eine einfache Textdatei mit der Endung „.scad“ genutzt. Im Gegensatz zu den meisten anderen CAD-Programmen steht hier also ein komplett freies Dateiformat zur Verfügung.
Es lassen sich auch Bibliotheken erstellen, um benutzerdefinierte Objekte und Funktionen zur Mehrfachverwendung zur Verfügung stellen zu können.
OpenSCAD Language ist eine funktionale/deklarative Programmiersprache. Neben 3D-Modellen kann OpenSCAD auch zum Erstellen von Animationen verwendet werden.
Am 31. Januar 2021 wurde nach 2 Jahren Entwicklung die Version 2021.01 veröffentlicht.
Täglich gibt es für Entwickler und interessierte Anwender eine neue Entwicklungsversion. Eine experimentelle Kopplung mit CalculiX für FEM ist verfügbar mit letzter Änderung 2023.
Auch über Freecad ist Openscad mit Calculix oder anderen FEM-Implementationen nutzbar.
Bisher ist keine Ausgabe von Modellen im gängigen STEP-Format vorgesehen, wodurch beispielsweise ein entsprechender Export nur durch Überführung des Modellcodes in FreeCAD als Zusatzschritt möglich ist.

## Rendering
OpenSCAD verwendet OpenCSG und OpenGL für die Modellvorschau. Intern wird die Computational Geometry Algorithms Library (CGAL) als CSG-Engine verwendet. Für den Export werden die Modelle von CGAL berechnet.
Im Unterschied zu den meisten 3D- und CAD-Programmen unterstützt OpenSCAD bis heute kein Multithreading. Das Rendering lässt sich im Wesentlichen nur durch geschickte Routinen, Taktfrequenz der CPU und genügend Speicher, kaum durch CAD-typische, leistungsstarke Hardware beschleunigen.

## Bauteilbibliotheken
Mit NopSCADlib steht eine Sammlung vormodellierter Bauteile wie Gehäusen, Aktoren und sonstiger Komponenten von 3D-Druckern zur Verfügung.

## Sonstiges
Bis 2016 wurde die App ScorchCAD zur Nutzung OpenSCAD auf Android-Geräten entwickelt. Die App ist wegen des beendeten Supports nicht mehr im PlayStore verfügbar, kann aber als separate .apk-Datei heruntergeladen und installiert werden. OpenSCAD kann browserbasiert auf CadHub getestet werden. Das Portal enthält mit CadQuery, JSCAD und Curve weitere Open-Source-CAD-Programme zur Auswahl. Daneben steht OpenSCAD.cloud zur Verfügung.
Die proprietäre Softwareprojekt SOL75 basiert auf dem OpenSCAD-Syntax und ermöglicht die Modellierung vollständiger Konstruktionen anhand grundlegendster Anforderungen für ausgewählte Bauteile und -gruppen. Es befindet sich in der Beta-Version (Stand: Anfang 2024).